# Miguel Zúñiga Navarro

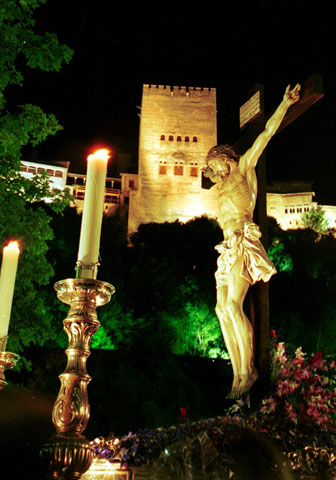
El Cristo del Consuelo, titular de la Hermandad de los Gitanos (Granada) que sale actualmente a las calles en la Semana Santa de Granada es una copia por puntos realizada por Miguel Zúñiga Navarro del original de José Risueño.

Miguel Zúñiga Navarro (Granada, España, 1939) es un escultor e imaginero español especializado en tallas religiosas.

## Biografía
Fue discípulo de otro gran imaginero granadino como es Domingo Sánchez Mesa, del que se sintió influenciado y con el que trabajo en su taller unos diez años. Puso fin a su carrera en torno al año 2000, confesando en una entrevista que sus principales obras fueron las del Cristo del Amor y la Entrega de la Concha y la Virgen de los Dolores de Nigüelas. Además, en esa misma entrevista también comentó que le hubiera gustado realizar la talla de algún descendimiento. Es nombrado como el mejor imaginero de la edad moderna de Granada junto con Antonio Barbero Gor.

## Obras
Las principales obras de Miguel Zúñiga Navarro son las siguientes:
- Nuestro Padre Jesús del Amor y la Entrega (1983), titular de la Hermandad de la Concepción (Granada).
- Nuestra Señora del Rosario en sus Misterios Dolorosos (1985), titular de la Hermandad de la Virgen del Rosario (Granada).
- Nuestro Señor de la Resurrección (1986), titular de la Hermandad de la Resurrección (Granada).
- María Santísima de la Caridad (1986), titular de la Hermandad de la Lanzada (Granada).
- Nuestro Señor Resucitado (1987) de Almuńécar.
- Nuestra Señora de la Piedad y Santísimo Cristo de la Misericordia de Almuñécar (1988)
- Santa María del Triunfo (1988), titular de la Hermandad de la Resurrección (Granada).
- Copia por puntos del Cristo del Consuelo (1989) del original de José Risueño, titular de la Hermandad de los Gitanos (Granada).
- Nuestra Señora de los Dolores (1989) Diezma (Granada).
- Santa María del Triunfo (1989) de Almuñécar
- Nuestro Padre Jesús Despojado de sus Vestiduras de Jaén (1989)
- Santísimo Cristo Atado a la Columna (1991) de Almuñécar.
- María Santísima de la Amargura de Almuñécar (1993)
- Santísimo Cristo de la Misericordia y Nuestra Señora María Santísima de la Soledad de Almuñécar (1995)
- Nuestro Señor de la Oración en el Huerto de Almuñécar (1995)
- Descendimiento del Señor y Santa María del Alba de Almuñécar (1995)
- El Santísimo Cristo de la Sed de Almuñécar (2011)
- Virgen de los Dolores de Nigüelas.
- María Santísima de la Paz de Monachil.